# 5A busz (Balassagyarmat)
A balassagyarmati 5A busz a város egyik autóbuszvonala, amely körjáratként közlekedik az autóbusz-állomástól. A járatot a MÁV Személyszállítási Zrt. üzemelteti.

## Története
A járat 2025. március 15.-én jött létre. Hétvégente négyszer közlekedik, egyszer a Vasútállomás és a Kábelgyár érintésével.

## Útvonala
| Az Autóbusz-állomás felé |
| --- |
| Autóbusz-állomás – Mikszáth Kálmán utca – Rákóczi fejedelem út – Civitas Fortissima tér – (Bajcsy-Zsilinszky utca – Vasútállomás – Benczúr Gyula utca – Tátra utca – Aradi utca – Bajcsy-Zsilinszky utca –) Rákóczi fejedelem út – Kóvári út – (Ipari park – Kábelgyár – Ipari park – Kóvári út – ) Ady Endre utca – Hétvezér utca – Horváth Endre utca – Ruhagyár – Horváth Endre utca – Mártírok útja – Nyírjesi út – Május 1. utca – Szabó Lőrinc iskola – Veres Pálné utca – Szontágh Pál utca – Rákóczi fejedelem út – Mikszáth Kálmán utca – Autóbusz-állomás |

## Megállóhelyei
| 5A (Autóbusz-állomás-Autóbusz-állomás) |                               |                                 | |
| Perc (↓)                               | Megállóhely                   | Átszállási kapcsolatok          | Létesítmények |
| 0                                      | Autóbusz-állomás végállomás   | 1B, 2, 4A, 6B, 6C, 8, 8A        | Balassagyarmat autóbusz-állomás, Tesco áruház |
| 2                                      | Hunyadi utca                  | 1, 2, 4, 5, 6, 6B, 6C, 7, 7A, 8 | Mikszáth Kálmán Művelődési Központ, Salgótarjáni Szakképzési Centrum Szent-Györgyi Albert Gimnáziuma, Szakgimnáziuma és Szakközépiskolája, piac, SPAR áruház, OTP Bank |
| 3                                      | Civitas Fortissima tér        | 1, 3B, 4, 5, 6, 6B, 6C, 7, 8    | Városháza, Vármegyeháza, Jánossy Képtár |
| 5                                      | Vasútállomás                  | 1A, 2A, 3, 3A, 5 S780 , S750    | Balassagyarmat vasútállomás |
| 7                                      | Malom                         | 5, 6, 6C, 7, 8                  | |
| 8                                      | Strand                        | 4, 4A, 5, 6A, 6B                | Nagyligeti Sporttelep, Közép-Duna-völgyi Vízügyi Igazgatóság, Balassagyarmati Strandfürdő                                                                              |
| 9                                      | Fémipari Vállalat             | 4, 4A, 6A, 6B                   | |
| 11                                     | Kábelgyár végállomás          | 3A, 4, 4A, 5, 6A, 6B            | Prysmian Kábelgyár, Delta-Tech Mérnöki Iroda |
| 12                                     | Fémipari Vállalat             | 4, 4A, 6A, 6B                   | |
| 13                                     | Strand                        | 4, 4A, 5, 6A, 6B                | Nagyligeti Sporttelep, Közép-Duna-völgyi Vízügyi Igazgatóság, Balassagyarmati Strandfürdő                                                                              |
| 15                                     | Kecskeliget                   | 5, 6, 6C, 7, 8                  | Nógrád Vármegyei Szakképzési Centrum Mikszáth Kálmán Technikum és Szakképző Iskola, Pannónia Motorkerékpár Múzeum                                                      |
| 16                                     | Klapka György utca            | 5, 6, 6C, 7, 8                  | |
| 11                                     | Vak Bottyán utca              | 5, 6, 6C, 7, 8                  | |
| 12                                     | Ruhagyár                      | 3, 5, 6, 6A, 6B, 6C, 7, 8       | An-Ro Ruha Kft. |
| 13                                     | Erdőgazdaság                  | 3, 5, 6, 6B, 6C, 7, 8           | |
| 14                                     | Mártírok útja                 | 3, 5, 6, 6C, 7, 8               | |
| 15                                     | Nyírjesi úti óvoda            | 3, 5, 6, 6C, 7, 8               | Játékvár Óvoda |
| 16                                     | Jeszenszky út                 | 3, 5, 6A, 6C, 7, 7A, 8, 8A, 8B  | |
| 17                                     | Szabó Lőrinc Általános Iskola | 3, 5, 6A, 6C, 7, 7A, 8, 8A, 8B  | Szabó Lőrinc Általános Iskola |
| 18                                     | Veres Pálné utca 51.          | 5, 8, 8A, 8B                    | |
| 19                                     | Szontágh Pál utca 3.          | 5, 8, 8A, 8B                    | |
| 20                                     | Arany János utca              | 1, 4, 5, 6, 7, 7A, 8, 8A        | Nyitnikék Óvoda |
| 21                                     | Dózsa György utca             | 1, 4, 5, 6, 7, 7A, 8, 8A}       | |
| 23                                     | Autóbusz-állomás végállomás   | 1B, 2, 4A, 6B, 6C, 8, 8A        | Balassagyarmat autóbusz-állomás, Tesco áruház |